# 114 (numero)
Centoquattordici (114)  è il numero naturale dopo il 113 e prima del 115.

## Proprietà matematiche
- È un numero pari.
- È un numero composto dai seguenti 8 divisori: 1, 2, 3, 6, 19, 38, 57, 114. Poiché la somma dei suoi divisori è 126 > 114, è un numero abbondante.
- È un numero sfenico.
- È un numero nontotiente.
- È un numero semiperfetto in quanto pari alla somma di alcuni (o tutti) i suoi divisori.
- È un numero di Ulam.
- È un numero di Harshad nel sistema numerico decimale.
- È parte delle terne pitagoriche (114, 152, 190), (114, 352, 370), (114, 1080, 1086), (114, 3248, 3250).
- È un numero palindromo nel sistema di numerazione posizionale a base 5 (424) e in quello a base 7 (222). In quest'ultima base è anche un numero a cifra ripetuta.
- È un numero intero privo di quadrati.
- È un numero malvagio.
- È un termine della successione di Padovan.

## Astronomia
- 114P/Wiseman-Skiff è una cometa periodica del sistema solare.
- 114 Kassandra è un asteroide della fascia principale del sistema solare.
- NGC 114 è una galassia lenticolare della costellazione della Balena.

## Astronautica
- Cosmos 114 è un satellite artificiale russo.

## Chimica
- È il numero atomico del Flerovio (Fl).